# 詹姆斯·福斯特
詹姆斯·福斯特（英語：James Foster，1905年9月13日—1969年1月4日），英国男子冰球运动员，场上位置是守门员。他曾代表英国国家队参加1936年冬季奥林匹克运动会冰球比赛，获得一枚金牌。